# Oreophysa
Oreophysa es un género de plantas con flores con dos especies perteneciente a la familia Fabaceae.

## Especies
- Oreophysa microphylla
- Oreophysa triphylla